# 貞山運河

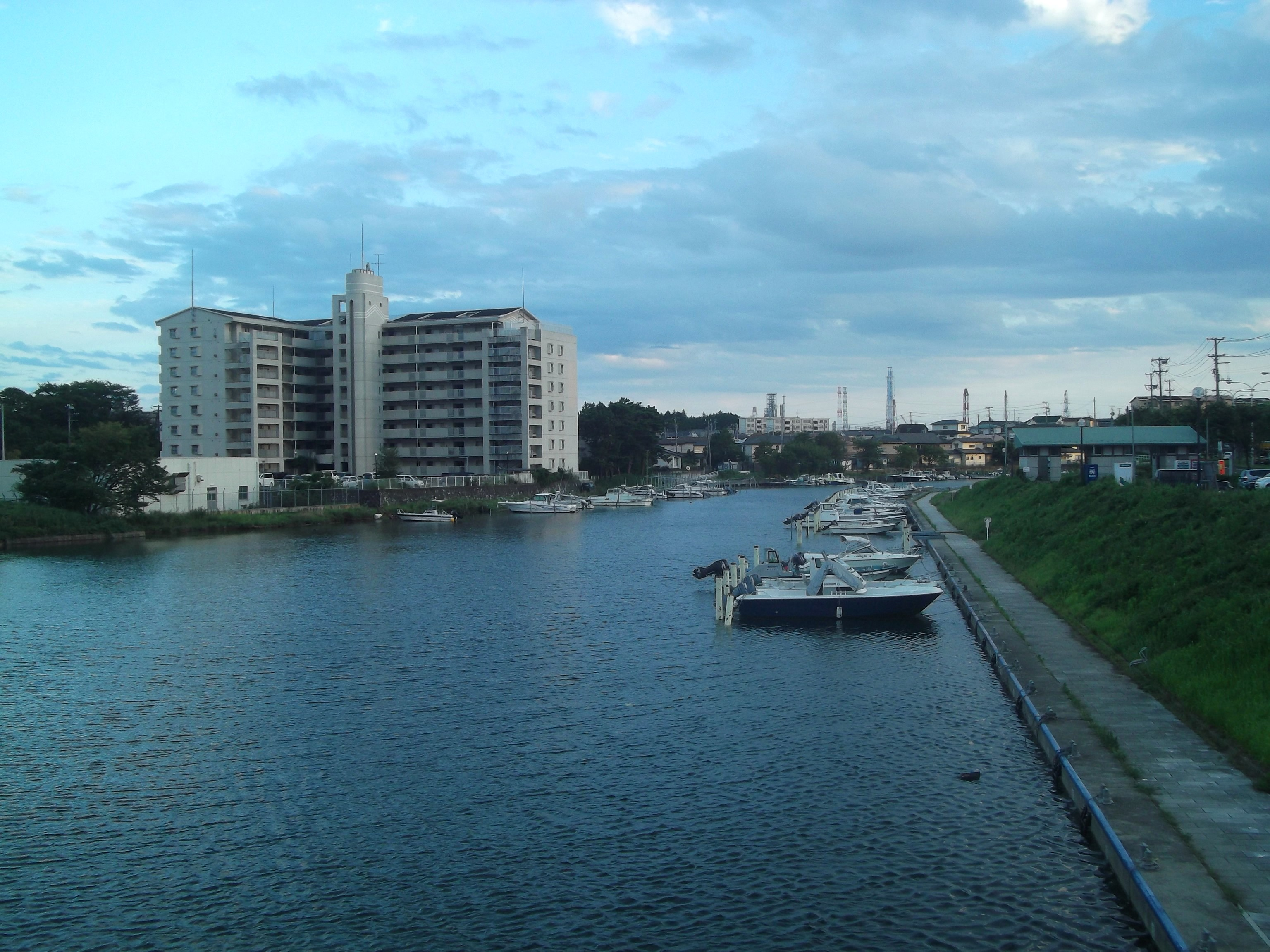
多賀城市、七ヶ浜町境界付近の貞山運河（2013年8月撮影）

貞山運河（ていざんうんが）は、宮城県の仙台湾沿いにある運河である。松島湾（塩釜港）と阿武隈川の河口を結ぶ運河だったが、昭和40年代に行われた仙台港建設の影響で七北田川から仙台港までの区間は埋め立てられ現存しない。明治時代の野蒜築港事業に関連して、近世や明治時代初期に開削されていた堀が改修される際、当時の宮城県土木課長早川智寛が伊達政宗の諡（瑞巌寺殿貞山禅利大居士）にちなんでこれを貞山堀と名付けたと言われている。1889年（明治22年）にはほぼ現在の形となり、宮城県の運河取締規則により貞山運河の名称が定められた。

## 流路

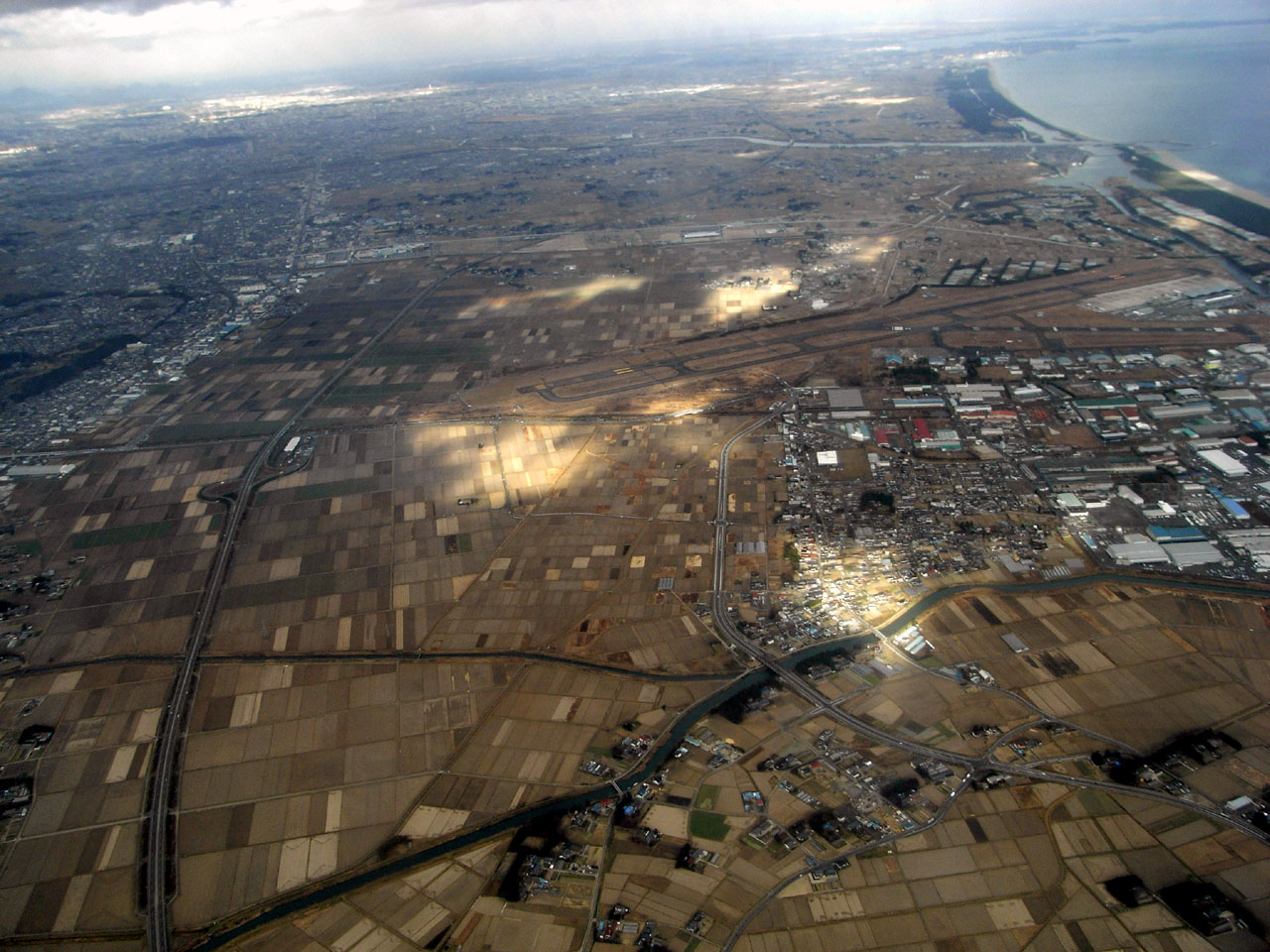
仙台空港付近の貞山運河。

貞山運河は近世や明治時代初期に開削されていた堀が明治時代に改修されて一続きになったもので、その成り立ちから3つの区間それぞれにも呼称がある。
松島湾（塩釜港）から七北田川河口までの区間は、江戸時代の寛文年間（1661年から1673年）頃に開通したもので、舟入堀（ふないりぼり）の呼称がある。前述の通り、仙台港建設工事に伴う埋め立てにより、現存するのは松島湾から仙台港にかけての区間である。この区間では途中で砂押川が運河に合流する。
七北田川河口から名取川河口までの区間は、明治時代初めに開削されたもので、新堀（しんぼり）の呼称がある。途中でいくつかの小河川の流入がある。
名取川河口から阿武隈川河口までの区間は、江戸時代初め頃に造られたと考えられており、木曳堀（こびきぼり）の呼称がある。この区間では途中で五間堀川や増田川が運河に合流する。
貞山運河沿いには蒲生干潟や井土浦などの干潟や湿地があり、塩生植物や海浜植物、コクガン、シギ、チドリなどの渡り鳥が見られる。
なお、松島湾の北東から鳴瀬川河口にかけて東名運河があり、さらに鳴瀬川河口から旧北上川の石井閘門まで北上運河が続いている。貞山運河、東名運河、北上運河を合わせた総延長は約49キロメートル（仙台港建設後の区間は44キロメートル）であり、これは日本で最も長い運河群である。

## 利用

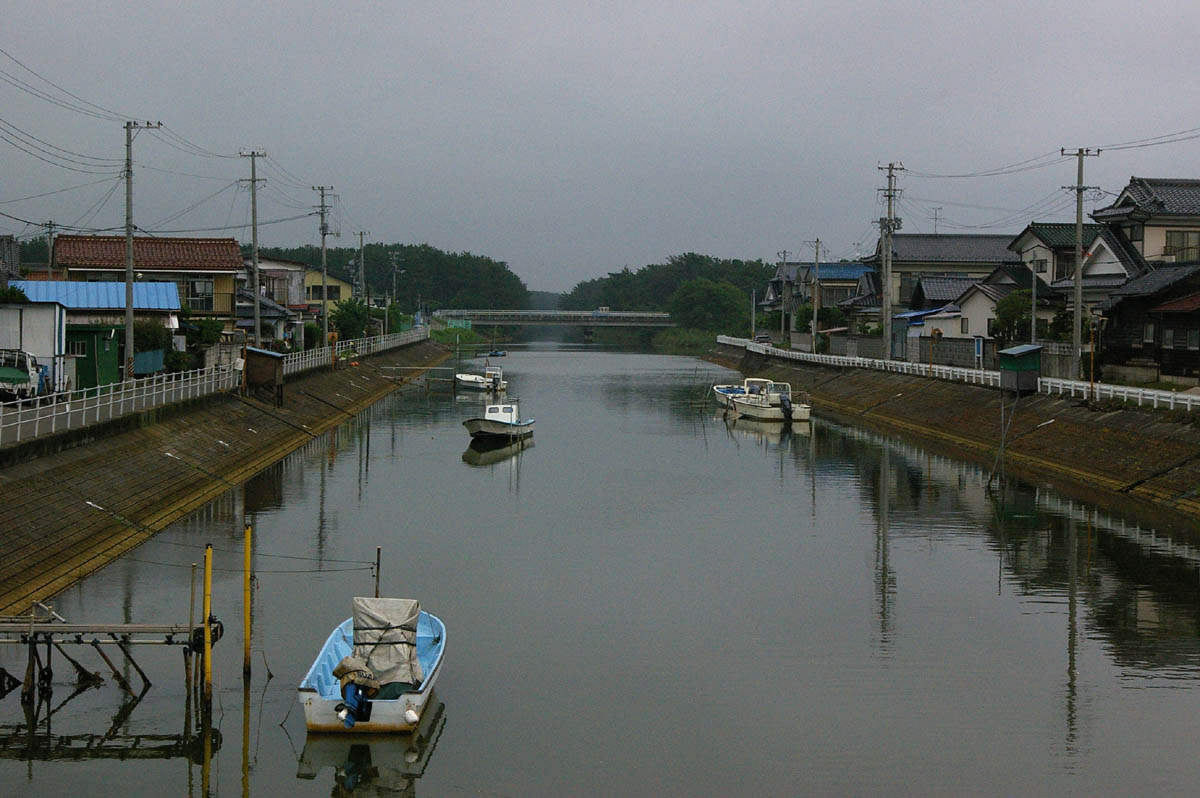
東日本大震災以前の仙台市若林区荒浜。

現在、貞山運河は物流に用いられてはいないが、高校や大学の漕艇部の活動場所として利用されるほか、親水活動としてカヌーやボートの運航がある。また、運河沿いの一部に自転車専用道路が設置されている。
かつて貞山運河沿いには荒浜（仙台市若林区）などの集落や川港が点在した。東日本震災後、運河沿いの一部地域は将来の津波被害を想定した災害危険区域に指定され、住民は内陸へ移転した。一方、現地再建を選んだ閖上（名取市）の例もある。
貞山運河は名取市部分で仙台空港に接しているため、将来発生が予測される宮城県沖地震の際に、仙台空港から貞山運河、名取川、広瀬川、あるいは七北田川、梅田川を経由して仙台市の市街地へ援助物資を運ぶことが出来るかの調査・研究が行われたことがあった。

## 歴史
貞山運河の中で一番初めに開削されたのは、名取川河口と阿武隈川河口を結ぶ部分である。木曳堀と呼ばれ、江戸時代の絵図や文献には内川、内堀とも記されている。正保年間（1645年から1648年）の絵図に描かれている事から、これ以前に完成していたのは確実だろうと言われている。慶長年間初めの1597年から1601年にかけて川村重吉（孫兵衛）が作ったという説もあるが、天下の行く末が不透明な緊迫した当時の状況下で、大量動員が必要な開削事業が可能だったのか疑問を付されている。木曳堀は水運のための運河だったが、同時に湿地の排水路でもあった。この事から新田開発が進んだ元和年間（1615年から1624年）頃に作られたのだろうとも言われている。木曳堀の名称は、この水路を使って木材を運搬した事に由来するものだろうと推測されている。木曳堀、名取川、広瀬川を経由することで、阿武隈川と仙台城下郊外とが結ばれたのである。
次に開削されたのは塩竈と七北田川河口の蒲生を繋いだ部分で、これは舟入堀と呼ばれた。ただし、水位の問題があって舟入堀と七北田川は直接結ばれなかった。この運河が作られた時期もはっきりしないが、残されている当時の史料から寛文年間（1661年から1673年）に竣工したと考えられている。舟入堀も仙台城下への物流のための水路だった。それまで塩竈に荷揚げされ仙台の城下まで陸送されていた船荷が、舟入堀の開削後は舟入堀を伝って蒲生に入り、そこで七北田川に移し替えられ、鶴巻から舟曳堀で仙台郊外の苦竹まで運ばれるようになった。舟入堀が開通した影響で、船荷が素通りすることになった塩竈は一時衰退するほどだったが、その後、仙台藩は一部の船荷の塩竈荷揚げを義務化し、さらに塩竈に課役の免除やその他の特権を与えたことで塩竈は再興した。
明治時代になると、鳴瀬川河口に近代港湾として野蒜築港が建設されることが決まり、これに付帯して鳴瀬川河口から東西方向に延びる運河の建設が計画された。北上川と鳴瀬川河口を結ぶ北上運河は1878年（明治11年）に建設が始められ、1881年（明治14年）に未完成ながら工事に影響なしとして船の航行が認められた。工事が完了するのは1882年（明治15年）である。鳴瀬川河口と松島湾を連絡する東名運河は1883年（明治16年）に着工され1884年（明治17年）に竣工した。
七北田川河口と名取川河口の間の水路開削は、明治時代初めに士族授産事業として行われ1872年に落成していた。しかし、新堀と呼ばれたこの水路は幅が狭く、1883年（明治16年）から1889年（明治22年）かけて新しく掘り直されることになった。この間、1887年（明治20年）に舟入堀の終端だった蒲生と七北田川の間が開削され、ここに閘門が設置された。こうして新堀と木曳堀と舟入堀が結ばれ、一続きの運河になった。この時、当時の宮城県土木課長早川智寛が、仙台藩初代藩主伊達政宗を偲び、その法号「瑞巌寺殿貞山禅利大居士」から貞山運河と名付けたと伝わっている。
この事業により北上川から松島湾を経て阿武隈川までの舟運ルートができあがった。しかし結果として野蒜築港は放棄され、これらの運河は地域的な河川交通に用いられることになった。貞山運河では閖上と塩竈を結ぶ船が運航した。また、食料や木材、石材、雑貨などの運搬もあった。
1960年代後半に仙台港の建設が始まると、その建設用地に含まれた貞山運河の一部分は港湾内に含まれる形で消失し、仙台港から七北田川にかけての区間は埋め立てられ、運河の連続性が途切れることになった。
2000年に「野蒜築港関連事業」の1つとして「土木学会選奨土木遺産」に選ばれた。
2011年（平成23年）3月11日に発生した東北地方太平洋沖地震（東日本大震災）では、貞山運河そのものや太平洋と隔てる堤防が各所で、地震によって発生した津波によって破壊された。このため、宮城県では運河の再生・復興ビジョンを策定している。後の検証では、運河は津波の進行を一時的に阻止、遡上速度を低下させ、一方で津波が運河や河川を伝い沿川地域に被害をもたらしたと考えられた。

## 水質
2018年度調査での生物化学的酸素要求量(BOD)75%値は、北端の七北田川合流前で 2.9 mg/L、中程の深沼橋で1.8、南橋の名取川合流前で0.9であった。

## 橋梁
北から南に向かって記述する。
御舟入堀
- 港橋（宮城県道11号塩釜港線）
- 一本松大橋
- 貞山大橋（宮城県道11号塩釜港線）
- 貞山橋（宮城県道58号塩釜七ヶ浜多賀城線）
- 中峯橋
- 大代橋（宮城県道58号塩釜七ヶ浜多賀城線）
- 橋本橋
- 貞園橋（仙台港多賀城地区緩衝緑地公園内）

新堀
- 南蒲生橋
- 第二旭橋
- 深沼橋（宮城県道137号荒浜原町線）
- 貞山運河水門

木曳堀
- 宮下橋
- 日和橋（宮城県道129号閖上港線）
- 閖上貞山橋
- 広浦貞山橋
- 飯塚大橋
- 北釜大橋
- 北釜橋
- 相の釜橋
- 玉浦希望橋
- 赤井橋
- 藤曽根橋
- 二の倉橋（宮城県道125号岩沼海浜緑地線）
- 長谷釜橋
- 寺島橋
- 蒲崎橋
- 新浜橋